# 假日快速奧多摩號列車
假日快速奧多摩（日语： Horidēkaisoku Okutama */?）號列車是由東日本旅客鐵道（JR東日本）在中央本線（中央線快速）和青梅線上特別快速列車。
此條目同時記述前往青梅線與五日市線的臨時列車。

## 概要
在1990年10月起，「假日快速奧多摩」開始以臨時列車的身份行走，當時為「假日快速」之其中一個列車，主要在假日行走。後來在2001年12月1日，該列車變為定期列車，於星期六及假日的時間表中出現。
另外曾經設有從千葉站出發的「假日快速奧多摩遠足」和「假日快速秋川遠足」，均主要在秋季假日行走。
「假日快速奧多摩」的列車類別為「特別快速」，車站廣播與月台上的月台顯示屏中，會稱呼/展示該列車為「特別快速（假日快速）「奧多摩」」（在東京至立川之間，停車站通常與假日的特別快速相同）。在青梅線內，「假日快速奧多摩」設有通過站，因此「假日快速奧多摩」的列車類別較「青梅特快」高一個等級。另一方面，在中央本線內，「假日快速奧多摩」和「青梅特快」停靠中野站和三鷹站，而「通勤特快」則通過該兩站。在JR東日本官方網站中，列車類別是『特別快速』，列車名稱是『假日快速奧多摩號』（參見JR東日本:車站時間表）。
在2023年3月起，「假日快速奧多摩」是唯一行走的假日快速。

## 運行概況
各列車設有3個往返班次。
當初所有班次行走於新宿站至奧多摩站之間，在新宿站至拜島站之間與「假日快速秋川」串聯運輸。
在2009年3月14日時間表修正起，上行列車延長至前往東京站。該班次到達東京後不會直接回廠，而是變回中央線快速班次。
在2023年3月18日時間表修正起，隨著青梅站至奧多摩站之間實施一人控制安排，「假日快速奧多摩」改為行走於新宿站至青梅站之間，青梅站至奧多摩站之間變為季節行走的臨時列車。

### 停車站

#### 定期列車
（東京站 ← 神田站 ← 御茶之水站 ← 四谷站 ←）新宿站 - 中野站 - 三鷹站 - 國分寺站 - 立川站 - 西立川站 - 拜島站 - 福生站 - 青梅站
- （）內只限上行前往東京站的班次使用。
- 在青梅線內，青梅特快各站停車，而此列車只停靠上述車站。

#### 臨時列車
青梅站 - 御嶽站 - 奧多摩站
- 所有臨時列車可於青梅站前往對面月台轉乘定期列車。

#### 備註
另外，在沿線舉行活動時，列車臨時停靠以下車站。
- 於橫田基地舉行日美友好祭期間 - 牛濱站
- 羽村花水節（鬱金香節）期間 - 羽村站
- 青梅馬拉松（日语：青梅マラソン）或鹽船觀音寺（日语：塩船観音寺）「杜鵑花節」期間 - 河邊站
- 吉野梅鄉（日语：吉野梅郷）梅節期間 - 日向和田站
- 舉行「從車站遠足」期間 - 古里站

### 使用車輛
在2007年3月18日時間表修正起至2023年3月18日時間表修正之間，「假日快速奧多摩」使用豐田車輛中心所屬的E233系H編成（6卡編成）。在拜島以東與「假日快速秋川」串聯運輸，兩抽列車合共以10卡編成行走，在拜島以西以6卡編成行走。
在E233系開始投入服務前是使用201系。在2007年3月18日至2008年3月15日時間表修正之間，201系和E233系也會行走「假日快速奧多摩」。而在201系的車頭列車類別幕設有專屬的圖案。

## 假日快速秋川
「假日快速秋川」是連接東京站/新宿站和五日市線的特別快速列車。在拜島站以東與「假日快速奧多摩」串聯運輸。各列車設有3個往返班次。
與「假日快速奧多摩」一期，於1990年10月起以臨時列車的身份行走，當時為「假日快速」之其中一個列車，主要在假日行走。後來在2001年12月1日，該列車變為定期列車，於星期六及假日的時間表中出現。
在2022年3月12日起，「假日快速奧多摩」成為了唯一連接東京都心和秋留野市之間的唯一直通列車。

### 停車站
（東京站 ← 神田站 ← 御茶之水站 ← 四谷站 ←）新宿站 - 中野站 - 三鷹站 - 國分寺站 - 立川站 - 西立川站 - 拜島站 - 熊川站 - 東秋留站 - 秋川站 - 武藏引田站 - 武藏增戶站 - 武藏五日市站
- （）內只限上行前往東京站的班次使用。
- 五日市線內各站停車。
- 東京站、新宿站至拜島站之間與「假日快速奧多摩」串聯運輸。

### 使用車輛
在2007年3月18日時間表修正起，「假日快速秋川」使用豐田車輛中心所屬的E233系H編成（4卡編成）。在拜島以東與「假日快速奧多摩」串聯運輸，兩抽列車合共以10卡編成行走，在拜島以西以4卡編成行走。

## 奧多摩遠足號、奧多摩秋川號
「奧多摩遠足號」和「奧多摩秋川號」是行走於千葉站至奧多摩站和武藏五日市站之間的臨時快速列車。
在當初開始運行時使用165系，後來改用201系。但是，當時的列車類別幕會使用「奧多摩」和「秋川」。

## 川崎-奧多摩遠足號、座敷御嶽清流號

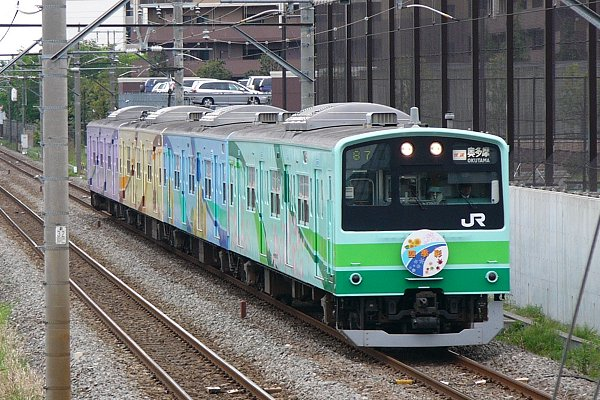
「四季彩」（舊塗裝）行走快速「川崎-奧多摩遠足」號
（2004年5月2日 武藏新城 - 武藏溝之口）

「川崎-奧多摩遠足號」和「座敷御嶽清流號」是行走於川崎站至奧多摩站之間的臨時快速列車。在2006年最後一年行走後再沒有開辦。

### 停車站
橫濱站 − (新川崎站) - 武藏小杉站 - 武藏溝之口站 - 登戶站 - 稻田堤站 - 稻城長沼站 - 府中本町站 - 分倍河原站 - 立川站 -（西立川站）- 拜島站 - 福生站 - 青梅站 -（之間各站停車）- 奧多摩站
- 西立川站和新川崎站只限前往奧多摩的班次停靠。

### 使用車輛
在當初開始運行時使用舊田町電車區所屬的165系、167系Acomo車，後來改用103系。在2002年10月12日起改用201系「四季彩」。

## 歷史

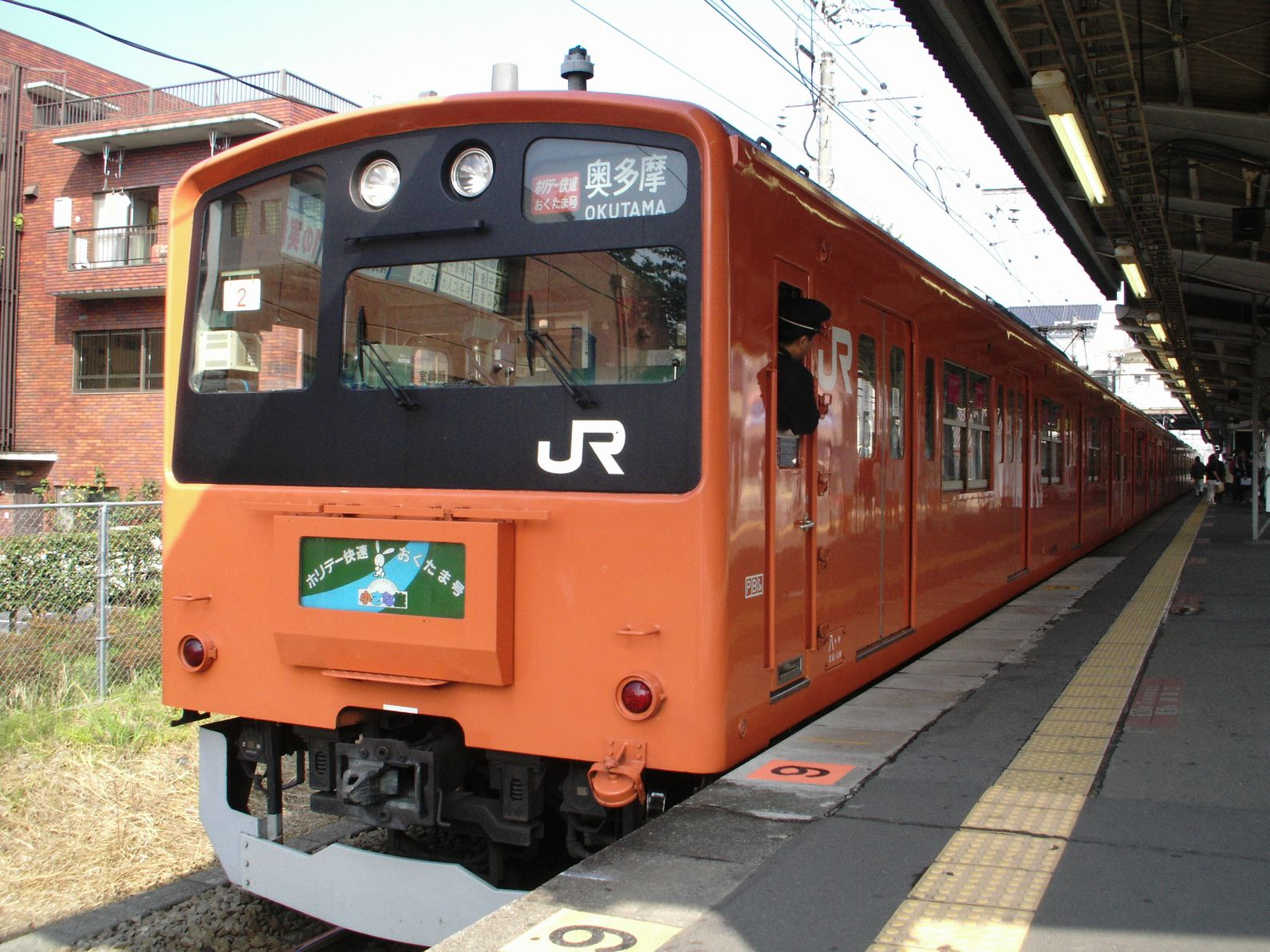
201系時代的「假日快速奧多摩」
（2007年4月14日 羽村站）

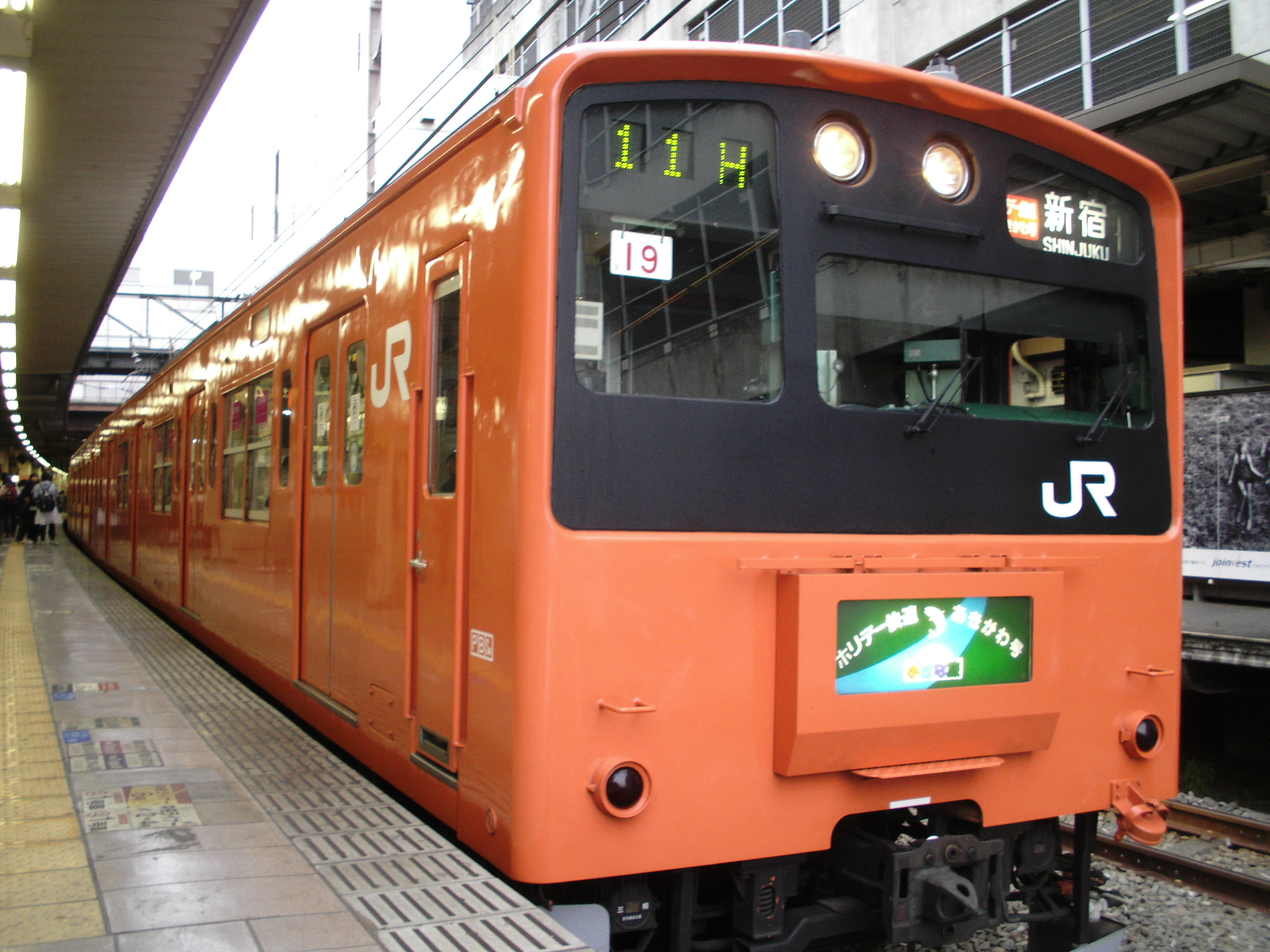
201系時代的「假日快速秋川」（2006年6月4日 立川站）

- 1971年（昭和46年）7月 - 「奧多摩」、「御岳」、「秋川」開始運行。當時「秋川」的日文讀法中，不是而是(最早改名為的時期是1980年以後)。
  - 當初的班次是把中央本線特別快速延長而成。在列車資訊中會稱呼這些班次為「特別快速」。另外，由於這些列車是臨時列車，因此在冬季會暫停服務。使用車輛方面，使用了當時中央線快速上使用的101系。後來改用201系。沒有使用103系行走這些班次。
  - 班次方面，「奧多摩」和「御岳」各設有2個往返班次，「秋川」設有4個往返班次。
- 1983年（昭和58年）10月 - 隨著201系開始分割運用，4個往返班次中，3個往返班次由101系改為201系。
- 1984年（昭和59年）2月 - 實施1984年2月1日日本國鐵時間表修正（日语：1984年2月1日国鉄ダイヤ改正），不再使用101系行走，4個往返班次均使用201系。
- 1985年（昭和60年） - 「奧多摩」增加班次，而「御岳」只剩下上行1班。
- 1988年（昭和63年） - 當年開設了於千葉站到發的「奧多摩遠足」和「秋川遠足」。在千葉至御茶之水之間的停車站包括稻毛站、津田沼站、船橋站、市川站、新小岩站、錦糸町站和秋葉原站。在千葉至錦糸町之間行走總武快速線，在錦糸町至御茶之水之間行走總武緩行線。
  - 12月 - 由於開設「青梅特快」列車，而「奧多摩」與「青梅特快」的停車站相異，因此「奧多摩」等列車類別定為「臨時特快」。
- 1990年（平成2年）10月 - 在愛稱中冠上「假日快速（日语：ホリデー快速）」。
- 2000年（平成12年）5月27日 - 開設臨時列車「川崎 - 奧多摩遠足號」。
- 2001年（平成13年）12月1日 - 「假日快速御岳」被廢除，「假日快速奧多摩」和「假日快速秋川」的班次減少至3個往返班次，同時不再於冬季減班。「假日快速奧多摩」和「假日快速秋川」變成逢星期六及假日行走的定期列車。
- 2005年（平成17年） - 兩抽列車於互相連結的一方車頭/尾不再掛上頭牌，只於整抽列車的前和後方掛上頭牌。
- 2007年（平成19年）3月18日 - 開始使用E233系。
- 2008年（平成20年）3月15日 - 不再使用201系。
- 2009年（平成21年）3月14日 - 上行班次以東京為終點站（原本以新宿為終點站）。
- 2015年（平成27年）3月14日 - 下行列車的時間表進行變更。
- 2022年（令和4年）10月15日 - 只限當日，3個往返班次於河邊站到發[5]。
- 2023年（令和5年）3月18日 - 實施時間表修正，設有以下變更[2]。
  - 「假日快速奧多摩」 : 在青梅站分割系統，青梅站至奧多摩站之間的區間只於多客時行走（變為臨時列車）。定期列車「假日快速奧多摩」1至6號縮短為東京/新宿至青梅之間。臨時列車「假日快速奧多摩」行走於青梅至奧多摩之間的班次編號定為81至86號。在青梅站設有跨月台轉乘安排，以便乘客轉乘定期列車與臨時列車。
  - 「假日快速秋川」 :列車被廢除，由行走於立川站至武藏五日市站之間的普通列車替代。

## 注腳
1. ↑  2009 年 3 月ダイヤ改正について （页面存档备份，存于）（日語）
2. 1 2   (PDF) (新闻稿). 東日本旅客鉄道八王子支社. 2022-12-16  [2022-12-16]. （原始内容存档 (PDF)于2022-12-16） （日语）.
3. ↑  乗りものニュース編集部. . 乗りものニュース (東京都世田谷区: 株式会社メディア・ヴァーグ). 2022-12-17  [2022-12-19]. （原始内容存档于2023-05-28） （日语）.
4. ↑  .   [2023-03-27]. （原始内容存档于2023-03-12）.
5. ↑  . JR東日本 青梅線運休 青梅線（一部区間）終日運休.   [2022-10-14]. （原始内容存档于2022-12-01） （日语）.